# Sophie Thibault (haute fonctionnaire)
Pour les articles homonymes, voir Thibault.
Sophie Thibault (née le 25 avril 1965 à Poitiers) est une haute fonctionnaire française.
Diplômée de l'Institut d'études politiques d'Aix-en-Provence, elle est au début de sa carrière administrative attachée d'administration centrale au ministère des Finances puis attachée principale au ministère de l'Éducation nationale afin d'être admise au concours interne de l'École nationale d'administration, au sein de la promotion Marc Bloch (1995/1997).
Elle est membre de divers cabinets ministériels avant de devenir préfète de la Corrèze.

## Biographie

### Carrière
- (2011 - 2013) : Préfète de la Corrèze[1]
- (2013 - 2016) : Secrétaire générale adjointe, directrice de la modernisation et de l'action territoriale à l'administration centrale du ministère de l'intérieur[2]
- (2016 - 2021) :  Conseillère maître à la Cour des comptes[3]
- (2021 - 2024) : Préfète du Val de Marne[1]
- (2024 -) : Présidente de la 5ème chambre à la Cour des comptes[4]

## Récompenses et distinctions

### Décorations
- Officière de la Légion d'honneur[5]
- Officière de l'ordre national du Mérite[6]